# Нелюпшене, Йовита
Йовита Нелюпшене (лит. Jovita Neliupšienė; в девичестве Праневичюте (лит. Pranevičiūtė); род. 3 января 1980 года) — литовский дипломат, посол Европейского союза в США. В 2015—2020 годах — посол Литвы в Европейском союзе.

## Биография
Йовита Нелюпшене родилась 3 января 1980 года в Паневежисе.
С 1998 по 2004 год училась в Вильнюсском университете, где получила степени бакалавра в области политологии и магистра в области международных отношений. С 2000 по 2004 год изучала право в Университете имени Миколаса Ромериса. Работала в Сейме, Министерстве иностранных дел и посольстве Литовской Республики в Республике Беларусь. С 2006 года преподавала в Институте международных отношений и политических наук Вильнюсского университета. В 2009 году защитила докторскую диссертацию на тему «Факторы формирования национальной идентичности на пространстве СНГ: тематическое исследование Беларуси и Украины» (лит. Nacionalinės tapatybės formavimosi veiksniai NVS erdvėje: Baltarusijos ir Ukrainos atvejų analizė).
В 2009 году стала советником, а позднее главным советником по внешней политике президента Дали Грибаускайте. В 2015 году Нелюпшене назначена послом Литвы в Европейском Союзе, находилась в этой должности до 2020 года. Затем занимала пост канцлера и государственного секретаря Министерства иностранных дел Литвы, после чего в 2020—2022 годах являлась заместителем министра экономики и инноваций, а с сентября 2022 года — заместителем министра иностранных дел Литвы. С 1 января 2024 года — посол Европейского союза в США.
В 2014 году награждена Командорским крестом ордена «За заслуги перед Литвой».
По состоянию на 2015 год Нелюпшене входила в список 89 граждан Евросоюза, против которых Россия ввела санкции.